# Vos de Wael
De Wael (ook: Vos de Wael) is een geslacht van Vlaamse oorsprong waarvan leden sinds 1822 tot de Belgische adel behoren en waarvan een niet geadelde tak in 1933 en in 1984 werd opgenomen in het Nederland's Patriciaat.

## Geschiedenis
De familie heeft haar oorsprong in Antwerpen, waar Cornelis Adriaansz de Wael (overleden 1582) potverkoper, graveur en fabrikant in majolica was. Cornelis trouwde tweemaal, Johannes de Wael (1628-1689), achterkleinzoon uit het eerste huwelijk, vestigde zich in Amsterdam. Diens kleinzoon mr. Cornelis de Wael (1681-1759) was advocaat van het Hof van Holland. Diens zoon Egbertus Vos de Wael (1713-1784), universeel erfgenaam van zijn peter Everhardus Vos (1660-1741), werd de stamvader van de familie Vos de Wael.
Uit Cornelis de Wael (1571-1625), een zoon uit het tweede huwelijk van Cornelis Adriaansz de Wael, stamt het nageslacht De Wael in België. 
Door het huwelijk in 1856 van jkvr. Richmonda Augusta Judoca Henriëtta van Middachten, vrouwe van Vrieswijk (1831-1901), laatste telg van het adellijke geslacht Van Middachten met mr. Antonius Franciscus Vos de Wael (1833-1902), onder andere lid van de Eerste Kamer en de Tweede Kamer, kwam het huis en landgoed Frieswijk in de familie Vos de Wael waarin het tot op heden is gebleven. Dit huwelijk bracht tevens de havezate Luynhorst in de familie.

### Vos de Wael
Egbertus Vos de Wael (1713-1784)
- Gerardus Everhardus Vos de Wael (1749-1830), burgemeester van Zwolle
  - Egbertus Ludovicus Antonius Vos de Wael (1785-1859), hypotheekbewaarder
    - Mr. Gerardus Everhardus Vos de Wael (1821-1889), burgemeester van Stad- en Ambt-Vollenhove
    - Mr. Antonius Franciscus Vos de Wael (1833-1902), lid Tweede Kamer, lid Eerste Kamer
      - Mr. Franciscus Josephus Antonius (Frans) Vos de Wael (1860-1926), rechter, bewoonde kasteel ten Hove (Grathem)
      - Ernestus Wilhelmus Antonius Vos de Wael (1865-1937), administrateur in Nederlands-Indië
        - Franciscus Josefus Alfonsus Teresia Maria Vos de Wael (1908-1983), burgemeester van Ossendrecht

  - Mr. Arnoldus Johannes Vos de Wael (1787-1859), burgemeester van Zwolle, buitengewoon lid Tweede Kamer, lid Eerste Kamer
    - Mr. Gerhardus Antonius Vos de Wael (1819-1881), burgemeester van Raalte, lid Provinciale Staten van Overijssel
      - Nicolaus Xaverius Theodorus Maria Vos de Wael (1865-1946), burgemeester van Oldenzaal
        - Gerardus Antonius Leonardus Maria Vos de Wael (1895-1982), burgemeester van Uithoorn

      - Alexander Hubertus Carolus Maria Vos de Wael (1870-1945), burgemeester van Westervoort

  - Franciscus Bernardus Josephus Vos de Wael (1802-1867), ontvanger
    - Ignatius Wolterus Josephus Vos de Wael (1840-1904), gemeenteraadslid in Zwolle, bewoonde Huize Oosterveld
      - Franciscus Maurits Maria Vos de Wael (1876-1963), burgemeester van Berkel en Rodenrijs